# مریفیلدیا فارسی
مریفیلدیا فارسی (نام علمی:  Merrifieldia farsi) گونه‌ای شاپرک است. زیستگاه این حشره در جمهوری آذربایجان و ایران می‌باشد.